# Romulus et Rémus recueillis par Faustulus
Romulus et Rémus recueillis par Faustulus (également connu sous le nom de Faustulus confiant Romulus et Rémus à Larentia, Romulus et Rémus abrités par Faustulus ou La Découverte de Romulus et Rémus) est une huile sur toile réalisée vers 1643 par Pierre de Cortone. Conservée au musée du Louvre, à Paris, il s'agit d'une des trois œuvres de lui et de six autres artistes commandées par Louis Phélypeaux, seigneur de La Vrillière, pour la galerie dorée de son nouvel hôtel de La Vrillière à Paris.

## Histoire et description
Le tableau représente le berger Faustulus qui a recueilli sur les bords du Tibre les jumeaux Romulus et Rémus, qui avaient été allaités par une louve, puis les confie à son épouse Acca Larentia.
Romulus et Rémus ainsi que l'hôtel furent vendus en 1705 à Louis Raulin Rouillé (contrôleur général des Postes), puis en 1713 par la veuve de Rouillé à Louis-Alexandre de Bourbon. Ils allèrent ensuite à son fils Louis de Bourbon, duc de Penthièvre, à qui ils furent confisqués par l'État révolutionnaire français en 1794.

## Liens
- Ressources relatives aux beaux-arts :   - Bildindex
  - Joconde
  - Musée du Louvre (collections)